# EBC (barwa piwa)
EBC – jednostka opracowana przez European Brewery Convention, używana w Europie do określania barwy słodu oraz piwa. Alternatywą dla EBC jest amerykańska jednostka SRM (ang. Standard Reference Method). Stosunek SRM:EBC wynosi 1:1,97, natomiast stosunek EBC:SRM wynosi 1:0,508. Poniższa tabela przedstawia schematycznie poszczególne gatunki piwa wraz z zakresem ich barwy wyrażonej w EBC oraz w SRM.
| EBC   | SRM   | Barwa | Opis                                  | Przykład                                             |
| ----- | ----- | ----- | ------------------------------------- | ---------------------------------------------------- |
| 1–4   | 2     |       | słomkowa, jasnożółta, jasnozłota      | lekki lager, Berliner Weiße, Kölsch                  |
| 4–8   | 2–4   |       | żółta, złota                          | lager, pilzner, pszeniczne jasne, jasne monachijskie |
| 8–20  | 4–10  |       | ciemnozłota, ciemnożółta, bursztynowa | marcowe, pale ale, pszeniczne, jasne monachijskie    |
| 20–35 | 10–17 |       | jasnobrązowa, brązowa, miedziana      | ciemny lager, ale, Alt                               |
| 35–60 | 18–30 |       | brązowa                               | koźlak, pszeniczne ciemne                            |
| >60   | >31   |       | ciemnobrązowa, czarna                 | stout, porter, porter bałtycki                       |